# Nazi Punks Fuck Off!
Nazi Punks Fuck Off! foi o quinto single do Dead Kennedys, uma banda estadunidense de hardcore punk. A música foi lançada em 1981, pela gravadora Alternative Tentacles, com a música "Moral Majority" no Lado-B. As duas músicas são do EP In God We Trust, Inc..
A capa do single mostra uma suástica com uma faixa vermelha cortando-a, como se dissesse que a suástica - ou seja, o nazismo -, é uma coisa proibida. Este design acabou sendo bastante associado ao Dead Kennedys e, principalmente, ao movimento punk anti-racista.
O jornal britânico Melody Maker fez uma crítica positiva à música, na seção "Single of the Week" (em português, algo como: "Single da Semana"), dizendo: "E os punks nazistas certamente irão calar a boca quando ouvir esta música gritando contra eles!"

## Informações e inspiração
No final dos anos 70, alguns membros da subcultura na Costa Oeste dos Estados Unidos começaram a usar o símbolo nazista para chocar as pessoas, dizendo ser diferentes. Outros, com maior seriedade, começaram a se tornar adeptos do neonazismo. Alguns ouvintes das primeiras músicas do Dead Kennedys, tais como "Kill the Poor" e "California Über Alles", não conseguiam enxergar o conteúdo satírico por trás de suas letras e levavam as letras de Jello Biafra ao pé da letra.
Apesar de serem contras o fascismo, seus shows começaram a atriar um público de neonazistas. Foi assim que surgiu a ideia de a banda se rebelar contra esta platéia indesejada, lançando a música "Nazi Punks Fuck Off!".
Martin Hannett, que Jello Biafra menciona no começo da música (como pode ser visto na versão da música tirada do EP In God We Trust, Inc.), foi um produtor musical que trabalhou com bandas como Joy Division, Buzzcocks, e muitos outros artistas. Isso não deve ser levado a sério, afinal, Jello Biafra citou o nome do produtor no começo da música apenas por gozação, e os Dead Kennedys nunca trabalharam com Martin Hannett.
Em 1993, a banda britânica Napalm Death fez um cover da música "Nazi Punks Fuck Off!", que saiu no Vírus 100 álbum-tributo ao Dead Kennedys. O cover também saiu como um single do Napalm Death.

## Posição nas paradas musicais
| Parada (1982)                | Melhor posição |
| ---------------------------- | -------------- |
| Reino Unido (UK Indie Chart) | 11             |